# Qassiarsuk
Qassiarsuk (zastarale Brattahlíð nebo Brattahlid) je osada v kraji Kujalleq v Grónsku. V roce 2017 tu žilo 33 obyvatel.

## Historie
První zmínky o osadě pocházejí již ze středověku, kdy byla známá pod jménem Brattahlíð. Puvodní osada se nacházela u fjordu Tunulliarfik (dánsky: Skovfjorden), moderní Qassiarsuk se nachází o asi kilometr dále. Ze staré osady se zachovaly ruiny z několika budov, obytných domů, hospodářských stavení a kostela. Ruiny staveb jsou stále zachovalé a od roku 2017 jsou zapsány na seznam světového kulturního dědictví UNESCO společně s dalšími místy na jihozápadě Grónska pod společným názvem „Kujataa v Grónsku: farmaření Seveřanů a Inuitů na okraji ledovcového pokryvu“.
Současná obec byla založena jako první grónská ovčí farma v roce 1924, která se nachází na současném umístění Qassiarsuku.
Do 31. prosince 2008 byla osada součástí okresu Narsaq v kraji Kitaa. Dne 1. ledna 2009 se Qassiarsuk stal součástí kraje Kujalleq, když zanikl kraj Kitaa a okresy Narsaq, Qaqortoq, a Nanortalik přestaly existovat jako samosprávné celky a sjednotily se spolu s částí okresu Ivituut do kraje Kujalleq.

## Geografie

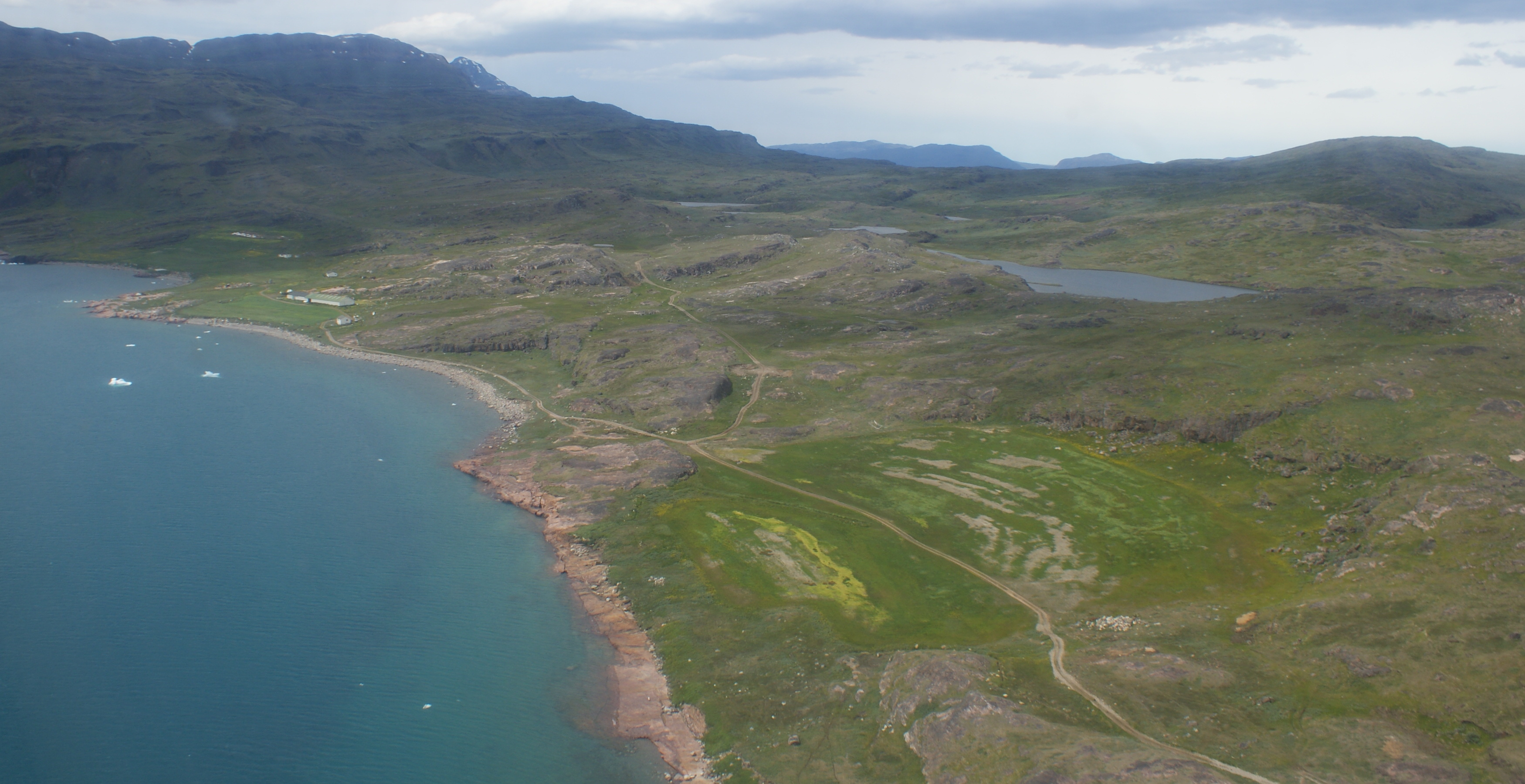
Letecký pohled na farmy v Qassiarsuku ze severu

Osada se nachází na Narsackém poloostrově zhruba 5 km na západ od města Narsarsuaq přes fjord Tunulliarfik. Je tu velice úrodná země vhodná pro zemědělství.

## Veřejná zařízení a doprava
Osada má obchod se smíšeným zbožím provozovaný společností KNI a hostel pro turisty. Je tu také malý kostel. Elektřina je pro Qassiarsuk vyráběna místní elektrárnou.

### Doprava
Oblast u Qassiarsuku má poměrně rozsáhlou síť pískových a štěrkových silnic, celkově dlouhých přes 120 kilometrů, vyžadujících 500 000 dánských korun ročně na údržbu (silnice platí převážně Narsarsuaq, částečně také Qassiarsuk a grónská vláda). Silnice jsou převážně potřebné pro přepravu ovcí do ovčích farm Nunataaq a Inneruulalik. Nejdelší úsek silnice spojuje ovčí farmy Qassiarsuku s letištěm Narsarsuaq, a je dlouhý asi 50 km. Silnice jsou celkově špatně udržované, chybí převýšení proti povodním a jelikož se nepoužívá tvrdší žula, ale měkčí pískovec, jsou v létě závažné problémy s prachem. Nejsou doporučeny pro silniční vozidla, ale pouze pro terénní vozidla. Jízda mezi letištěm a Qassiarsukem je těžká, protože neexistuje žádný most přes ledovcovou řeku Narsarsuaq a je obtížné ji přebrodit kvůli naplaveninám písku v řece z Grónského ledovce (grónsky: Sermersuaq).
Všechny důležité dopravy z Qassiarsuku jsou po moři. Všem sousedním osadám Narsarsuaqu (Nunataaq, Inneruulalik a Qassiarsuk) slouží letiště Narsarsuaq, jediné letiště v Kujallequ. Letiště provozuje Air Greenland a je z něho možné letět do Alluitsupu Paa, Kangerlussuaqu, Nanortaliku, Narsaqu, Nuuku, Paamiutu a Qaqortoqu. Qassiarsuk ani ostatní osady v oblasti nemají vlastní heliport.

## Ekonomika
Ekonomika Qassiarsuku je založena na chovu ovcí a farmářství. To je nezvyklé vzhledem k většině ostatních grónských osad, jejichž ekonomika je založena na rybolovu.
Finančně je k dispozici také velký cestovní ruch v oblasti. Ruiny Brattahlíðu a zrekonstruovaného kostela Thodhildur patří mezi nejoblíbenější turistické destinace v celém Grónsku.

## Vzdálenost od některých grónských sídel
- Narsarsuaq – 5 km
- Inneruulalik – 6 km
- Nunataaq – 7 km
- Igaliku – 19 km
- Narsaq – 39 km
- Eqaluit – 43 km
- Qorlortorsuaq – 44 km
- Qaqortoq – 56 km
- Eqalugaarsuit – 62 km
- Ammassivik – 63 km
- Alluitsoq – 71 km
- Alluitsup Paa – 77 km
- Nanortalik – 113 km
- Narsarmijit – 136 km
- Paamiut – 238 km
- Nuuk – 461 km
- Maniitsoq – 599 km
- Tasiilaq – 631 km
- Sisimiut – 754 km
- Qasigiannguit – 892 km
- Aasiaat – 907 km
- Ilulissat – 933 km
- Qeqertarsuaq – 972 km
- Uummannaq – 1099 km
- Upernavik – 1 369 km
- Ittoqqortoormiit – 1 474 km
- Daneborg – 1 779 km
- Qaanaaq – 2 005 km
- Etah – 2 127 km
- Nord – 2 427 km

## Počet obyvatel
Počet obyvatel Qassiarsuku byl stabilní v posledních dvou desetiletích, v posledních šesti letech však prudce klesl z 89 obyvatel (2010) na 48 obyvatel (2011), od té doby je však stabilní.

## V kultuře
Román An Old Captivity napsaný Nevilem Shutem se odehrává v Qassiarsuku a popisuje archeologické expedice v roce 1930 v původním umístění osady (v Brattalíðu).